# Calodexia obscuripes
Calodexia obscuripes är en tvåvingeart som beskrevs av Wulp 1891. Calodexia obscuripes ingår i släktet Calodexia och familjen parasitflugor. Inga underarter finns listade.